# Derris monticola
Derris monticola là một loài thực vật có hoa trong họ Đậu. Loài này được (Kurz) Prain miêu tả khoa học đầu tiên.